# كارسون روس
كارسون روس (بالإنجليزية: Carson Ross)‏ هو سياسي أمريكي، ولد في 15 ديسمبر 1946 في وارين في الولايات المتحدة. حزبياً، نشط في الحزب الجمهوري. وقد انتخب عضو مجلس نواب ولاية ميسوري.